# Kirby (personatge)
Kirby és un personatge de videojoc, creat per Masahiro Sakurai per a la companyia Nintendo. És una petita bola rosa del planeta Popstar que xucla els seus enemics per "copiar" els seus poders. Aquesta característica l'ha acompanyat en els 20 jocs en què ha sortit. El seu rival és en Meta Knight. A Kirby's Dream Land, Kirby tenia l'aspecte d'una simple bola blanca (almenys a Occident; és groc a la versió japonesa).
Aquesta característica l'ha acompanyat en els 20 jocs en què ha sortit. El seu rival és en Meta Knight.